# Стреглово (платформа)
Стрегло́во — остановочный пункт / пассажирская платформа на главном ходу Октябрьской железной дороги (Ленинградское направление Мосузла) в городском округе Клин Московской области. Находится в посёлке Стреглово. Платформа располагается в 2 км от начала жилой застройки города Клин.
На остановочном пункте имеются две посадочные боковые платформы. Переход между платформами осуществляется по деревянным настилам. Турникетами не оборудована. Билетная касса не действует.